# Le Testament de Basil Crookes
Le Testament de Basil Crookes est un roman policier français de Pierre Véry publié en 1930.

## Résumé
Dernier membre d'une obscure famille, Basil Crookes décide de se pendre après avoir déposé son testament chez le notaire Aaron E. K. Pilgrimage. Depuis un train, il lance dans un autre train, le manuscrit d'un roman qu'il a écrit. Il rédige ensuite une lettre en ces termes : après sa mort, toute sa fortune sera léguée à celui qui pourra, d'ici trois ans, présenter le manuscrit de son livre et cette lettre au notaire. C'est le début d'une course folle.

## Prix et récompenses
- Prix du roman d'aventures 1930

## Source
- Jean Tulard, Dictionnaire du roman policier : 1841-2005. Auteurs, personnages, œuvres, thèmes, collections, éditeurs, Paris, Fayard, 2005, 768 p. (ISBN 978-2-915793-51-2, OCLC 62533410), p. 686.